# Distrito de Ikalamavony
Ikalamavony es un distrito de la región de Haute Matsiatra, en la isla de Madagascar, con una población estimada en julio de 2014 de 91 797 habitantes.
Se encuentra ubicado en el centro-sur de la isla, a poca distancia al sur de la capital nacional, Antananarivo.